# René Smet
Pour les articles homonymes, voir Smet.
René Smet est un peintre belge, né le 30 août 1929  à Schaerbeek et mort le 16 décembre 2019 à Paris 11e.

## Biographie
Après des études classiques à Saint-Luc, il est reçu au concours de l’Académie royale des beaux-arts et est pensionnaire de l’atelier Léon Devos de 1949 à 1950 .
En 1954, il quitte la Belgique pour le Brésil où il résidera quatre années. Sa période brésilienne est décisive dans sa formation de peintre par l’apport des couleurs flamboyantes de la forêt amazonienne.
Pour poursuivre l’enrichissement de ses connaissances, il rentre en Belgique et rejoint, pour deux ans, l’atelier Paul Delvaux, à l’Institut supérieur de la Cambre, condisciple de J.M. Folon
En 1959, il obtient une bourse d’état du gouvernement belge qui lui permet de séjourner deux ans à Paris, à la Cité universitaire. Durant cette période, il se forme à la lithographie.
Il s’installe ensuite à Rome, à l’Academia Belgica, de 1962 à 1963, comme boursier du Gouvernement belge, il réalise principalement des œuvres d’inspiration religieuse.
En 1964, il revient à Paris où il s’installe définitivement dans un atelier au pied de la Butte Montmartre (Rue de la Tour d'Auvergne, 41 à Paris IX è arrondissement).
En 1971, il découvre les États-Unis et le Canada où il expose dans de nombreuses universités américaines.
Après plus d’une année passée outre-Atlantique, il rentre en Europe et expose dans plusieurs villes belges. 
De plus en plus, il ressent la nécessité de se retrouver au calme pour la continuation de sa recherche picturale. La sérénité de son atelier lui devient indispensable. L’amour de la mer le pousse également à passer de nombreux séjours en Bretagne.
Solitaire par nature, il a un besoin essentiel de liberté et refuse d’être lié à une école.
À plusieurs reprises, son travail a été reconnu et récompensé. Il a reçu la médaille d’argent du Prix Europe en 1962, à Ostende, et a été promu peintre de la lumière en 1984, au salon de Tours.
En 2011, il est pensionnaire de "La Maison Nationale des Artistes" à Nogent-sur-Marne. Cet institut sert de décors au film avec Annie Cordy Les souvenirs réalisé par Jean-Paul Rouve (2014)